# Kinixys lobatsiana
Espèce
Synonymes
- Cinixys lobatsiana Power, 1927

Statut CITES
Kinixys lobatsiana est une espèce de tortues de la famille des Testudinidae.

## Répartition
Cette espèce se rencontre en Afrique du Sud et au Botswana.

## Publication originale
- Power, 1927 : On the herpetological fauna of the Lobatsi-Linokana Area. Part I. Transactions of the Royal Society of South Africa, vol. 14, p. 405–422.